# Жанхотеко
Жанхотеко (рос. Жанхотеко) — село у Баксанському районі Кабардино-Балкарії Російської Федерації.
Орган місцевого самоврядування — сільське поселення Жанхотеко. Населення становить 1352 особи.

## Історія
Згідно із законом від 27 лютого 2005 року органом місцевого самоврядування є сільське поселення Жанхотеко.

## Населення
| 2002  | 2010  | 2012  | 2013  | 2014  | 2015  | 2016  |
| ----- | ----- | ----- | ----- | ----- | ----- | ----- |
| 1345  | ↗1352 | ↘1335 | ↘1319 | ↘1308 | ↘1303 | ↗1313 |
| 2017  | 2018  | 2019  | 2020  |       |       |       |
| ↘1296 | ↘1282 | ↗1285 | ↘1261 |       |       |       |